# Зельм
Зельм (нем. Selm) — город в Германии, в земле Северный Рейн-Вестфалия.
Подчинён административному округу Арнсберг. Входит в состав района Унна.  Население составляет 27 001 человек (на 31 декабря 2010 года). Занимает площадь 60,34 км². Официальный код  —  05 9 78 032.
Город подразделяется на 4 городских района.